# Al Walid ben Zidan
Al Walid ben Zidan ( árabe : الوليد بن زيدان ), también conocido como Mulay al-Walid (? - 21 de febrero de 1636) fue el sultán de Marruecos desde 1631 hasta 1636.
Fue asesinado por renegados franceses en febrero de 1636. Al Walid ben Zidan fue sucedido por su hermano Mohammed esh-Sheikh es-Seghir .